# Чудинов, Александр Викторович
Алекса́ндр Ви́кторович Чуди́нов (англ. Tchoudinov) (род. 4 января 1961, Архангельск, СССР) — советский и российский историк, специалист по изучению истории и историографии Великой французской революции и Наполеоновских войн, общественной мысли Франции, Британии и России, международных отношений. Доктор исторических наук. Лауреат премии имени А. Леруа-Больё и премии имени Н. И. Кареева. Автор российских учебников для школ и вузов. Член бюро Международной комиссии по истории Французской революции (с 2005 г.). Один из авторов «Большой Российской энциклопедии» и «Кембриджской истории Наполеоновских войн».

## Биография
В 1978 году окончил школу № 6 г. Архангельска, где изучал историю у В. Д. Иванова. В том же году поступил на историко-филологический факультет Архангельского государственного педагогического института. В 1980 году перевёлся в Московский государственный педагогический институт имени В. И. Ленина. Занимался в специальном семинаре по истории общественной мысли под руководством Г. С. Кучеренко. По окончании учёбы в 1984 году был принят на работу в Институт всеобщей истории АН СССР. Там же сдал вступительные экзамены в аспирантуру, но за несколько дней до зачисления был призван в армию. Действительную военную службу проходил в КДВО. В январе — мае 1986 года был заместителем командира взвода личной охраны командующего округом генерала армии Д. Т. Язова.
В 1986 году вернулся в ИВИ. В 1988 году защитил диссертацию на тему: «Социально-политические взгляды Дж. Макинтоша и Великая французская революция», став кандидатом исторических наук.
В 1997 году защитил докторскую диссертацию на тему: «Размышления англичан о Французской революции: Э. Бёрк, Дж. Макинтош, У. Годвин».
С 2000 года — главный редактор международного издания «Французский ежегодник».
С 2014 года руководит лабораторией «Мир в эпоху Французской революции и Наполеоновских войн» ИВИ РАН.
В разные годы преподавал по совместительству в МГУ на философском факультете и на факультете иностранных языков и регионоведения, в МПГУ, РГГУ, ГАУГН, НИУ ВШЭ, Университете Клермон-2 им. Блеза Паскаля, Университете Кардиффа, Украинском католическом университете.
В 2010—2014 годах был директором Франко-российского центра исторической антропологии им. Марка Блока в РГГУ.
В 2014—2019 годах заведовал кафедрой исторического регионоведения Государственного академического университета гуманитарных наук (ГАУГН), с 2020 года руководит лабораторией западноевропейских и средиземноморских исторических исследований ГАУГН.

## Исследования по истории Британии
Еще учась на втором курсе МГПИ им. В. И. Ленина, Чудинов в 1981 году подготовил курсовую работу об английских теоретиках позднего меркантилизма, которая позднее легла в основу серии его статей на эту тему.
В 1980-е и первой половине 1990-х годов специализировался на истории английской общественной мысли XVIII—XIX веков (творчество Р. Уоллеса, Э. Бёрка, У. Годвина, Дж. Макинтоша, Т. Пейна и др.). Результатом этих исследований стали публикация источников «Эгалитаристские памфлеты в Англии середины XVIII в.« (1992) и монография «Размышления англичан о Французской революции: Э. Бёрк, Дж. Макинтош, У. Годвин» (1996).

## Исследования по истории Франции
С конца 1980-х годов Чудинов также активно занимался проблемами историографии Великой французской революции и Наполеоновских войн, прежде всего консервативной (О. Кошен) и «критической» (А. Коббен, Ф. Фюре и др.).
В 1988 году Чудинов выступил организатором круглого стола «Актуальные проблемы изучения истории Великой французской революции», на котором обозначился постепенный отход большинства отечественных историков Французской революции XVIII века от марксистской парадигмы.
В 1990-е годы Чудинов занимался изучением французской утопической мысли XVIII—XIX веков, и в частности, политических идей робеспьеристов (М. Робеспьера, Л. А. Сен-Жюста и Ж. Кутона), которые, по его мнению, в эпоху Террора предприняли попытку реализовать утопический идеал на практике. В 1995 году провёл круглый стол «Якобинство в исторических итогах Великой французской революции».
В 1990-е годы вместе с Дмитрием Бовыкиным и другими историками «новой русской школы» Чудинов осуществил концептуальный историографический поворот, связанный с отказом от преимущественно марксистского восприятия Французской революции как перехода от феодализма к капитализму и чётко проявившийся на круглом столе «Французская революция XVIII века и буржуазия» (2001). Сформулированная им новая парадигма (программным манифестом которой стала нашумевшая статья «Прощание с эпохой») предполагает отказ от однозначного восприятия Французской революции и её героев со знаком «плюс» (как это было принято в советское время) или со знаком «минус» (как это делает консервативная историография), а также уход от неоправданных обобщений, не основанных на изучении источников.
С 1995 года принимает участие в российско-французском проекте публикации личного архива Жильбера Ромма, видного деятеля Французской революции якобинского периода. Результатом исследований стала монография «Жильбер Ромм и Павел Строганов: история необычного союза». Иллюстрированное и адаптированное для широкого читателя издание этой книги вышло в 2020 году под названием «„Принц“ и „цареубийца“. История Павла Строганова и Жильбера Ромма».
С 2000 годов специализируется преимущественно на изучении народных движений протеста против насильственного утверждения системы ценностей Французской революции в регионах с доминирующей традиционной культурой, в частности — в Египте и в Италии.

## Исследования по истории России
В разные периоды своей работы А. В. Чудинов неоднократно обращался к сюжетам российской истории.

« А чтобы можно было – хотя бы приблизительно – оценить широту интересов Александра Викторовича, напомним, что среди героев его статей и очерков в разное время были И.С. Мазепа и Н.И. Бухарин, Н.И. Кареев и Н.М. Лукин, Н.М. Карамзин и Ю.М. Лотман…».
— К юбилею А. В. Чудинова // Французский ежегодник. 2021. Т. 53. С. 476.
В 2000-е годы Чудинов предложил использовать методы исторической антропологии для изучения менталитета российских крестьян в период Отечественной войны 1812 года, прежде всего их архетипических представлений образа врага. В 2011 году провёл круглый стол «Отечественная война 1812 года: актуальные вопросы современной историографии».
Также в 2000-е годы Чудинов разрабатывал различные аспекты истории франко-российских отношений эпохи Просвещения, в частности тему деятельности французских гувернёров в России. Выступил инициатором и участником ряда соответствующих международных проектов, промежуточные итоги которых были подведены на конференции «Франкоязычный гувернёр в Европе XVII—XIX веков» в 2009 году. Результатом этих исследований стала монография "Французские гувернеры в России. История одной семьи" (2022).

## Семья
Прадед – Чудинов Александр Игнатьевич (1855–1923), шенкурский крестьянин, в 1877–1887 годах – военный моряк, в 1887–1910 годах – питерский рабочий, ранен в «Кровавое воскресенье», участник революции 1905 года, участвовал в «рабочем суде» над Г. А. Гапоном .
Дед – Чудинов Василий Александрович (1903–1978), воевал на стороне красных в Гражданскую войну на Русском Севере, ранен, в дальнейшем – военный инженер, подполковник.
Отец – Чудинов Виктор Васильевич (1925–1998), в декабре 1942 года призван в Красную Армию, полковой разведчик на Степном и 2-м Украинском фронтах, кавалер ордена Славы, тяжело ранен при форсировании Днепра, в дальнейшем работал в сельском хозяйстве и системе охраны природы Архангельской области.
Мать – Козлова Анна Ивановна (1924–2023), окончила исторический факультет ЛГПИ им. М. Н. Покровского, преподавала историю в школе, в 1955–1984 годах работала в системе МВД, майор.

## Награды и номинации
| Награды и номинации                        | Награды и номинации | Награды и номинации | Награды и номинации |
| Награда                                    | Год                 | Работа | Результат           |
| ------------------------------------------ | ------------------- | --- | ------------------- |
| Премия имени А. Леруа-Больё                | 2010                | «Жильбер Ромм и Павел Строганов: история необычного союза»                                                                          | Победа              |
| Премия имени А. Леруа-Больё                | 2017                | «История Французской революции: пути познания»                                                                                      | В шорт-листе        |
| Премия имени Н. И. Кареева                 | 2018                | «Французская революция: история и мифы», «Старый порядок во Франции и его крушение», «История Французской революции: пути познания» | Победа              |
| Серебряная медаль la Renaissance française | 2018                | Заслуги в распространении франкофонии                                                                                               | Награда             |
| Премия «Просветитель»                      | 2021                | «Французская революция» (в соавторстве с Д. Ю. Бовыкиным)                                                                           | В шорт-листе        |

## Научные труды

### Монографии
- Политическая справедливость Уильяма Годвина. М.: Знание, 1990. 64 с.
- У истоков революционного утопизма. М.: Знание, 1991. 64 с.
- Размышления англичан о Французской революции: Э. Бёрк, Дж. Макинтош, У. Годвин. М.: Памятники исторической мысли, 1996. 301 с.
- Французская революция: история и мифы. М.: Наука, 2007. 310 с.;  2-е изд, испр. и доп. М.: Тион, 2024. 464 с.
- Жильбер Ромм и Павел Строганов: История необычного союза. М.: Новое литературное обозрение, 2010. 344 с.
- Le Précepteur francophone en Europe (XVIIe-XIXe siècles) / Sous dir. de V. Rjéoutski et A. Tchoudinov. P.: L’Harmattan, 2013. 433 p. (в соавторстве).
- Écrire l’histoire par temps de guerre froide : Soviétiques et Français autour de la crise de l’Ancien régime / Sous la dir. de S. Aberdam et A. Tchoudinov. P. : Société des études robespierristes, 2014. 312 p. (в соавторстве).
- История Французской революции: пути познания. М.: Политическая энциклопедия, 2017. 280 с.
- Старый порядок во Франции и его крушение. СПб.: Наука, 2017. 205 с.
- Забытая армия. Французы в Египте после Бонапарта. 1799—1800. М.: Политическая энциклопедия, 2019. 383 с.
- «Принц» и «цареубийца». История Павла Строганова и Жильбера Ромма. М.: АСТ, 2020. 304 с.
- Французская революция. М.: Альпина нон-фикшн, 2020. 468 с.; 2-е изд., испр. и доп. 2025. 460 с. (в соавторстве с Д. Ю. Бовыкиным). ISNB 978-5-91671-975-8
- Французские гувернеры в России. История одной семьи. М.: Политическая энциклопедия, 2022. 206 с.
- Чума в Средиземноморье. Средние века и Новое время / Под ред. А. В. Чудинова. М.: Наука, 2025. 215 с. (в соавторстве с Т. В. Кущ, Е. А. Кимленко, А. Форрестом и А. В. Гладышевым).
- Невидимые враги армии Наполеона. Война и эпидемии / Под ред. А. В. Гладышева и А. В. Чудинова. М.: Тион, 2025. 328 с. (в соавторстве с А. В. Гладышевым, Т. А. Косых и В. Н. Земцовым).

### Учебники и учебные пособия
- Утопии века Просвещения. М.: ИВИ, 2000. 90 с.; Новое изд., испр. и доп. М.: ГАУГН-пресс, 2017. 96 с.; 2-е изд., испр. и доп. М.: ГАУГН-пресс, 2024. 108 с.
- История: учебник для 10 класса. Среднее (полное) общее образование (базовый уровень). / Под ред. А. В. Чудинова, А. В. Гладышева. М.: Издательский центр «Академия», 2006. 352 с. (в соавторстве).
- История Нового времени: 1600—1799 годы. Учебн. пособие для студ. высш. учебн. заведений / Под ред. А. В. Чудинова, П. Ю. Уварова, Д. Ю. Бовыкина. М.: Издательский центр «Академия», 2007; 2-е изд. испр. и доп. — 2009; 3-е изд. испр. и доп. — 2012. 384 с. (в соавторстве).
- Новая история стран Европы и Америки XVI-XIX века. Ч.3: учебник для студентов вузов / Под ред. А.М. Родригеса, М.В. Пономарева. М.: Гуманитарный издательский центр ВЛАДОС, 2008. 703 с. (в соавторстве).
- История: учебник для 10 класса (базовый уровень) / Под ред. А. В. Чудинова, А. В. Гладышева. М.: Издательский центр «Академия», 2008; 2-е изд. — 2011; 3-е и 4-е изд. — 2012. 352 с. (в соавторстве).
- История: учебник для 11 класса (базовый уровень) / Под ред. А. В. Чудинова, А. В. Гладышева. М.: Издательский центр «Академия», 2009; 2-е доп. изд. — 2011; 3-е и 4-е изд. — 2012. 384 с. (в соавторстве).
- История для гуманитарных направлений: учебник для студ. учреждений высшего образования. М.: Издательский центр «Академия», 2015. 352 с. (в соавторстве).
- Сущность политики просвещенного абсолютизма. М.: ГАУГН-пресс, 2018. 56 c.; 2-е изд., доп. — 2021. 34 c.
- История России: учебник для студентов неисторических специальностей: направление подготовки «Культура» / Под ред. Ю. А. Петрова. М.: Наука, 2024. 622 с.; 2-е изд., испр. - 2025 (в соавторстве).
- Мединский В. Р., Чубарьян А. О. История. Всеобщая история. История Нового времени. XVIII — начало XIX в. 8 класс. М.: Просвещение, 2025. 240 с. (в соавторстве)

### Публикации источников
- Эгалитаристские памфлеты в Англии середины XVIII в. / Вст. ст., перевод с англ., комментарий. М.: Наука, 1992. 368 с.
- Кутон Ж. Избранные произведения. 1793—1794. / Вст. ст., перевод с франц., комментарий. М.: Наука, 1994. 334 с. (в соавторстве).
- Gilbert Romme. Correspondance / Édition établie par A.-M. Bourdin, Ph. Bourdin, J. Ehrard, H. Rol-Tanguy et A. Tchoudinov. Clermont-Ferrand: Presses Universitaires Blaise-Pascal, 2006 — Vol. 1. T. 1: 1774—1776. 350 p.; T. 2: 1777—1779. 376 p.; 2013 — T. 3: 1774—1779. 124 p.; 2014 — Vol. 2: 1779—1786. T. 1. 606 p.; T. 2. 579 p. (в соавторстве)

### Статьи
- Прощание с эпохой (размышления над книгой В. Г. Ревуненкова «Очерки по истории Великой французской революции 1789—1814 гг.») // Вопросы истории. 1998. № 7.
- Масоны и Французская революция: дискуссия длиною в два столетия // Новая и новейшая история. 1999. № 1.
- Будни Французской революции: истории заключённых Нижней Оверни, рассказанные ими самими // Казус: индивидуальное и уникальное в истории. 1999. Вып. 2.
- Суровое «счастье Спарты»: современники Французской революции о феномене Террора // Человек эпохи Просвещения. М.: Наука, 1999.
- Смена вех: 200-летие Революции и российская историография // Французский ежегодник 2000. М., 2000.
- Просвещённая элита (к истории понятия) // Французский ежегодник 2001. М., 2001.
- Депутаты-предприниматели в Учредительном собрании (1789—1791) // Французский ежегодник 2001. М., 2001. С. 171—182.
- «Русский якобинец» Павел Строганов. Легенда и действительность // Новая и новейшая история. 2001. № 4.
- «Слух, который нашептала история»: янсенизм и Французская революция (историографический аспект) Французский ежегодник. 2004. М., 2004.
- Размышления о скрытых смыслах дискуссии по проблеме якобинской диктатуры (60-е — 80-е годы XX в.) // Французский ежегодник 2007. М., 2007. С. 264—274.
- На руинах памяти: о новейших российских изданиях по истории Французской революции XVIII в. // Новое литературное обозрение. 2007. № 86. С. 395—409.
- Жирондисты : [арх. 17 октября 2022] / Чудинов А. В. // Железное дерево — Излучение [Электронный ресурс]. — 2008. — С. 98. — (Большая российская энциклопедия : [в 35 т.] / гл. ред. Ю. С. Осипов ; 2004—2017, т. 10). — ISBN 978-5-85270-341-5.
- Лотман, Карамзин, Ромм: реконструкция одной реконструкции // Неприкосновенный запас. 2008, № 3 (59).
- Хиджаб на родине Шовена (новейшие российские исследования по истории национального вопроса во Франции) // Неприкосновенный запас. 2008. № 5 (61). С. 239—255.
- Накануне «смены вех». Советская историография Французской революции в начале 1980-х гг. // Россия и мир: панорама исторического развития. Сб. науч. ст., посвящённый 70-летию исторического факультета Уральского государственного университета им. А. М. Горького. Екатеринбург, 2008. С. 112—127.
- И пятьдесят, и десять лет спустя. Двойной юбилей «Французского ежегодника» // Французский ежегодник 2009. Левые во Франции. М., 2009.
- Русские «участники» Французской революции // Французский ежегодник 2010: Источники по истории Французской революции XVIII в. и эпохи Наполеона. М., 2010. С. 6—236 (в соавторстве).
- С кем воевал русский мужик в 1812 году? Образ врага в массовом сознании // Французский ежегодник 2012: 200-летний юбилей Отечественной войны 1812 года. М., 2012. С. 336—365.
- Второе Каирское восстание: 20 марта — 21 апреля 1800 г. // Французский ежегодник 2015: К 225-летию Французской революции. М., 2015. C. 262—342.
- Падение французского Эль-Ариша. Декабрь 1799 г. // Французский ежегодник 2017: Франция и Средиземноморье в Новое и Новейшее время. М.: ИВИ РАН, 2017. С. 55—93.
- Чума в Восточной армии Бонапарта 1798–1801 гг. // Французский ежегодник 2021: Эпидемии в истории Франции. Т. 54. М.: ИВИ РАН, 2021. С. 63—90.
- Солдаты Бонапарта и женщины Востока // Французский ежегодник 2022: Французы за пределами Франции. Т. 55. М.: ИВИ РАН, 2022. С. 63—97.